# Потхум Плащанський
45°07′ пн. ш. 15°22′ сх. д. / 45.12° пн. ш. 15.36° сх. д.
Потхум Плащанський (хорв. Pothum Plaščanski) — населений пункт у Хорватії, у Карловацькій жупанії у складі громади Плашки.

## Населення
Населення за даними перепису 2011 року становило 77 осіб.
Динаміка чисельності населення поселення: